# 4917-es mellékút (Magyarország)
A 4917-es mellékút egy csaknem pontosan 27 kilométeres hosszúságú, négy számjegyű mellékút Szabolcs-Szatmár-Bereg vármegye keleti részén; a 49-es főút őri szakaszától húzódik a román határ közelében fekvő Teremig.

## Nyomvonala
Őr központja közelében ágazik ki a 49-es főút egy közel derékszögű kanyarjából, annak a 6+350-es kilométerszelvényénél, délnyugat felé. Rövid belterületi szakaszán a Kálvin János utca nevet viseli, de alig fél kilométer után már mezőgazdasági területek között jhúzódik. 1,6 kilométer után felüljárón, csomópont nélkül keresztezi az M3-as autópálya nyomvonalát – a sztráda itt kevéssel a 264. kilométere után jár – és ugyanott átlép Kántorjánosi területére.
4,2 kilométer után éri el e község lakott területeit, ahol előbb Őri utca, majd Rákóczi Ferenc utca, a központban pedig Kossuth Lajos utca a települési neve, közben egyre inkább dél, majd délkelet felé veszi az irányt. Utolsó belterületi szakaszán már kelet felé halad, Hodászi utca néven, így is hagyja maga mögött a község utolsó házait, 6,8 kilométer után.
Majdnem pontosan a 9. kilométerénél szeli át a következő község, Hodász északi határszélét, többé-kevésbé délkeleti irányt követve; a lakott területeit jó fél kilométerrel arrébb éri el, s ott a Széchenyi István utca nevet veszi fel. A központot elhagyva már Dózsa György utca a neve, így lép ki a belterületről, nem sokkal a 12. kilométere után. 12,8 kilométer után kiágazik belőle északkeletnek a 49 327-es számú mellékút, a Apafa–Mátészalka-vasútvonal és a Nyíregyháza–Mátészalka–Zajta-vasútvonal közös szakaszának Hodász vasútállomása felé, majd keresztezi is a vasút vágányait. 13,2 kilométer után – még mindig hodászi területen – keresztezi a Debrecen-Mátészalka közt húzódó 471-es főutat is, amely itt már több mint 62 kilométer teljesítésén van túl.
A kereszteződést elhagyva már Nyírkáta határszélét kíséri, nem sokkal később pedig teljesen e község területére ér. A 16. kilométere közelében halad el a falu első házai mellett, Hodászi utca néven, a központban egy nagyobb irányváltással Kossuth Lajos utca, egy újabb kanyarvételt követően pedig Bocskai utca lesz a neve; így lép ki a belterületről, körülbelül 18,4 kilométer után, ismét nagyjából déli irányban.
21,8 kilométer után éri el az útjába eső utolsó helység, Terem északi határszélét, majd 22,8 kilométer után kiágazik belőle délnyugat felé a 49 150-es számú mellékút Sárgaháza településrészre. Terem határai között lakott területeket nem nagyon érint, csak szórványosan elhelyezkedő tanyák, lakott helyek között húzódik, a falu központját kelet felől pár száz méterrel elkerüli. A 4915-ös útba beletorkollva ér véget, annak a 13+450-es kilométerszelvénye közelében. Egyenes folytatása a Bátorligetre vezető 49 149-es számú mellékút.
Teljes hossza, az országos közutak térképes nyilvántartását szolgáló kira.kozut.hu adatbázisa szerint 27,003 kilométer.

## Története
A Kartográfiai Vállalat 1990-ben megjelentetett Magyarország autóatlasza a 49-es és a 471-es főutak közti szakaszát kiépített, pormentes útként jelöli, hátralévő szakaszát eggyel gyengébb burkolatminőségre utaló jelöléssel, portalanított útként tünteti fel.

## Települések az út mentén
- Őr
- Kántorjánosi
- Hodász
- Nyírkáta
- Terem